# 天應 (日本)
天應（781年1月30日—782年9月30日）是日本的年號之一，指的是寶龜之後、延曆之前。此時的天皇是光仁天皇、桓武天皇。

## 來源
《續日本紀》天應元年春正月辛酉朔條：「詔曰……比有司奏，伊勢齋宮所見美雲，正合大瑞。彼神宮者國家所鎭，自天應之。吉無不利……可大赦天下，改元曰天應。」

## 改元
- 寶龜十一年十二月三十（781年1月29日）之翌日辛酉年正月初一（781年1月30日）：改元天應。
- 天應二年八月十九（782年9月30日）：改元延曆。

## 紀年
| 天應 | 元年  | 二年  |
| 公元 | 781年 | 782年 |
| 干支 | 辛酉  | 壬戌  |

## 參看
- 日本年號索引
- 其他使用天應為年號的政權
- 同期存在的其他政权的紀年
  - 建中（780年正月—783年十二月））：唐朝唐德宗之年號
  - 大興（738年—794年）：渤海文王大欽茂之年號
  - 見龍（780年—783年）：南詔領袖異牟尋之年號